# آلکس زم
آلِکس زم (انگلیسی: Alex Zamm؛ زادهٔ ۱۹۵۰) کارگردان و فیلم‌نامه‌نویس اهل ایالات متحده آمریکا است.

## گزیدهٔ فیلم‌شناسی
| سال  | فیلم                        | توضیح                                 |
| ---- | --------------------------- | ------------------------------------- |
| ۱۹۹۰ | هیولا                       | برنامه تلویزیونی                      |
| ۱۹۹۸ | رئیس هیئت مدیره             | کارگردان و همچنین نویسنده             |
| ۱۹۹۸ | نامزدی من با دختر رئیس‌جمهور | کارگردان و نویسنده تله‌فیلم            |
| ۲۰۰۳ | کارآگاه گجت ۲               | کارگردان فیلم ویدئویی                 |
| ۲۰۱۱ | بورلی هیلز چی‌واوا ۲         | کارگردان فیلم ویدئویی                 |
| ۲۰۱۴ | جیرینگ جیرینگ ادامه‌دار ۲    | کارگردان فیلم ویدئویی                 |
| ۲۰۱۷ | دارکوب زبله                 | کارگردان و همچنین نویسنده و تهیه‌کننده |
| ۲۰۱۸ | دارکوب زبله (۲۰۱۸)          | برنامه تلویزیونی                      |